# Waschhaus (Arpajon)

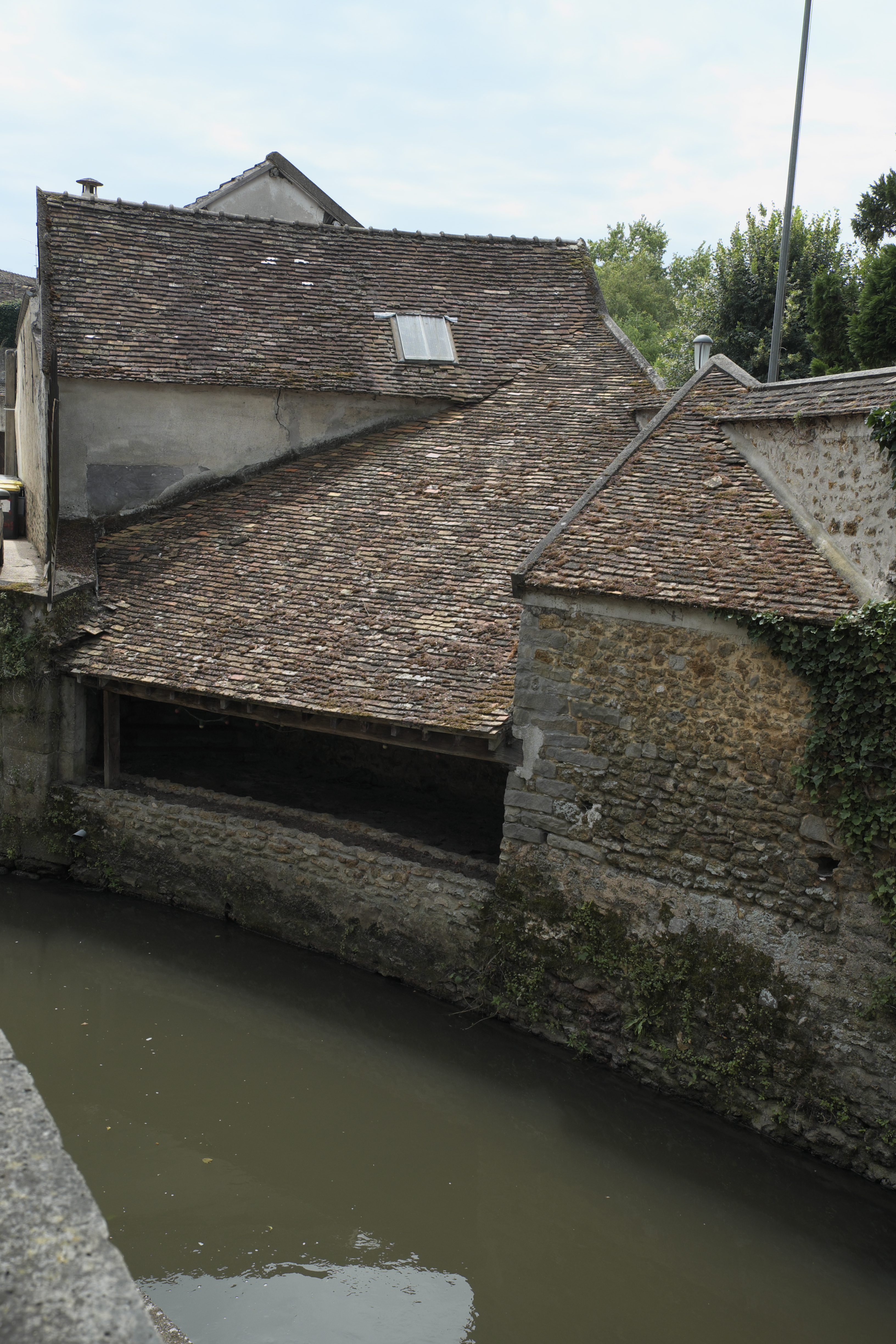
Waschhaus in Arpajon

Das Waschhaus (französisch lavoir) in Arpajon, einer französischen Gemeinde im Département Essonne in der Region Île-de-France, wurde Ende des 18. Jahrhunderts errichtet.  
Das öffentliche Waschhaus mit einem Pultdach befindet sich hinter dem Hôtel de Ville an einem kleinen Bach, der sich hier in zwei Arme teilt. Auch die Gerbereien in der Nachbarschaft nutzten ehemals das Waschhaus für ihre Arbeit.